# Didaktik
Didaktik je řada osmibitových domácích počítačů vyrobených v Československu, které produkovalo a dodávalo výrobní družstvo Didaktik Skalica. V původní verzi šlo o vylepšený počítač PMD 85 používaný především ve školách, od verze Gama šlo již o klon domácího počítače ZX Spectrum. Používal se mikroprocesor Z80. Nejrozšířenější býval Didaktik Gama.

## Klony PMD 85

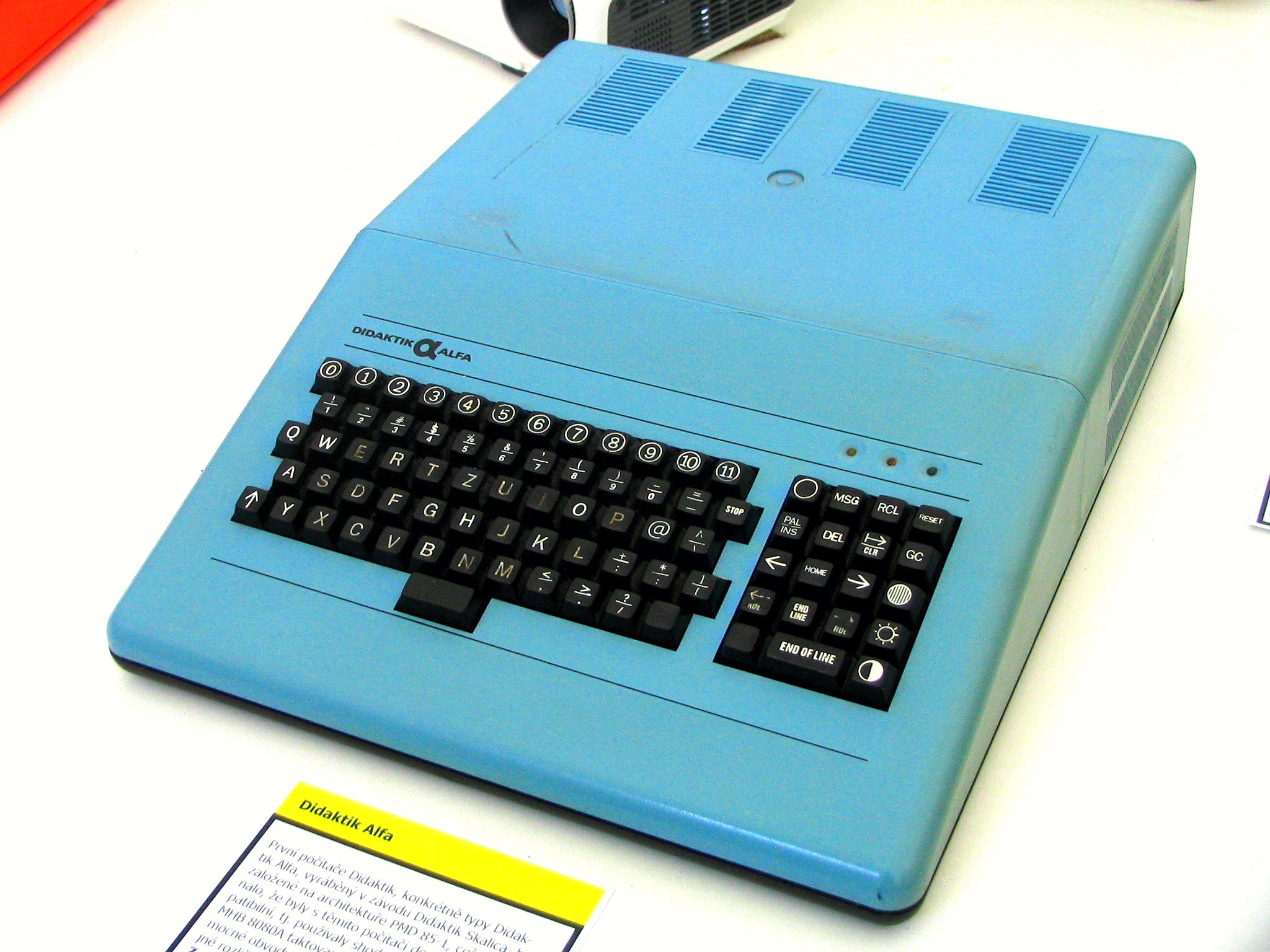
8bitový počítač Didaktik Alfa

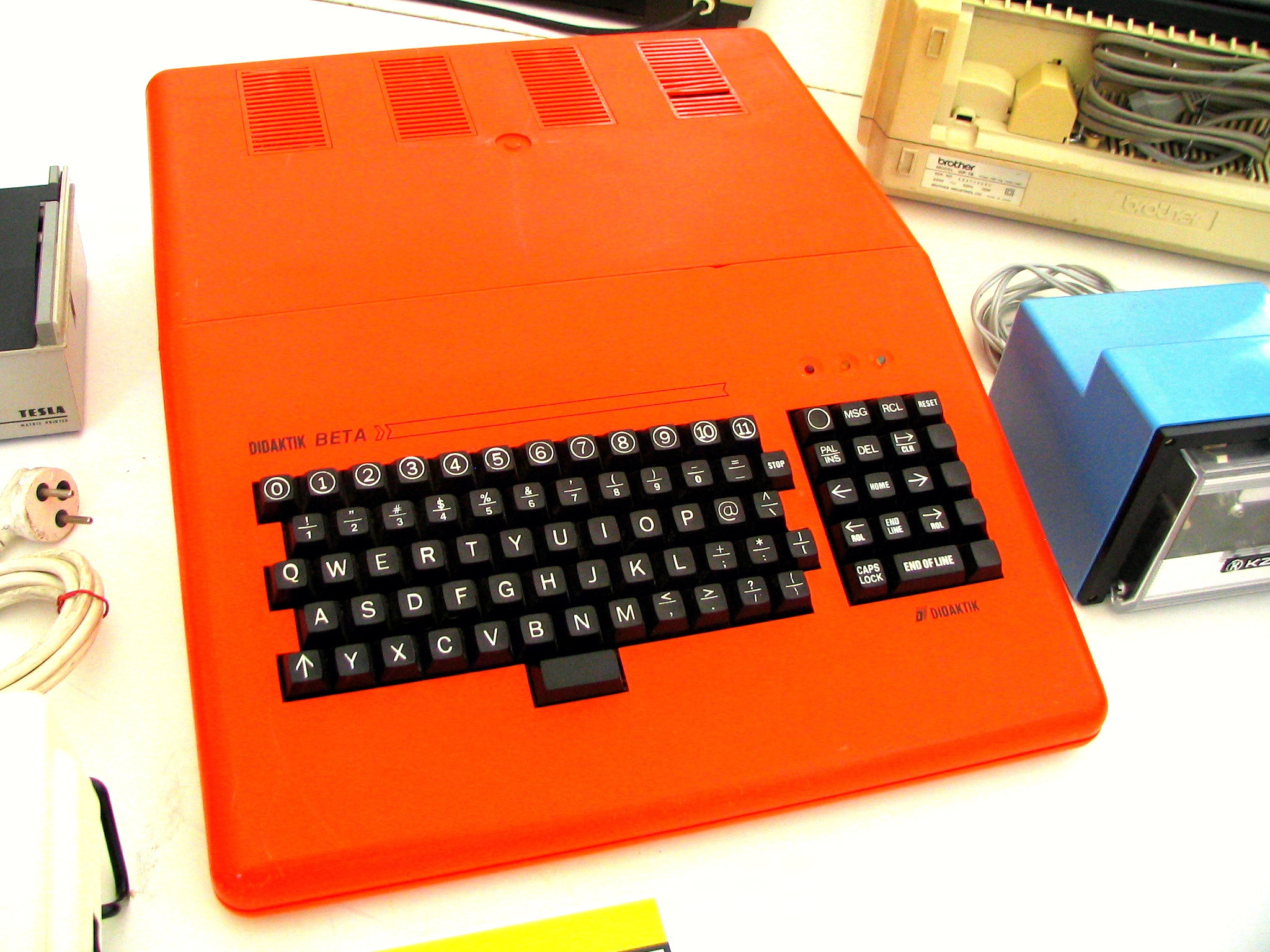
8bitový počítač Didaktik Beta

### Didaktik Alfa
Didaktik Alfa byl vyroben v roce 1986 jako vylepšený klon počítače PMD 85. Obsahoval CPU Tesla MHB8080A s taktovací frekvencí 2 MHz, paměť 48 KB RAM, 8 KB ROM s vestavěným interpreterem jazyka BASIC, kvalitní klávesnici (ve srovnání s PMD 85), video výstup pro monitor (nikoli však televizní výstup) o rozlišeni 288×256 pixelů se 4 barvami. Přes některé změny v ROM byl víceméně kompatibilní s PMD 85. Didaktik Alfa 1 byl klonem PMD 85-1, Didaktik Alfa 2 klonem PMD 85-2.

### Didaktik Beta
Didaktik Beta byla lehce upravená verze předchozího modelu Alfa 2, s téměř stejným hardwarem. Navíc měl podporu sítě.

## Klony počítače ZX Spectrum
Zatímco Didaktik Alfa a Beta se nasazovaly ve školách, aby nahradily starší PMD 85, existovala další výrobní linka, zamýšlená jako domácí počítače. To byly klony počítače Sinclair ZX Spectrum.

### Didaktik Gama

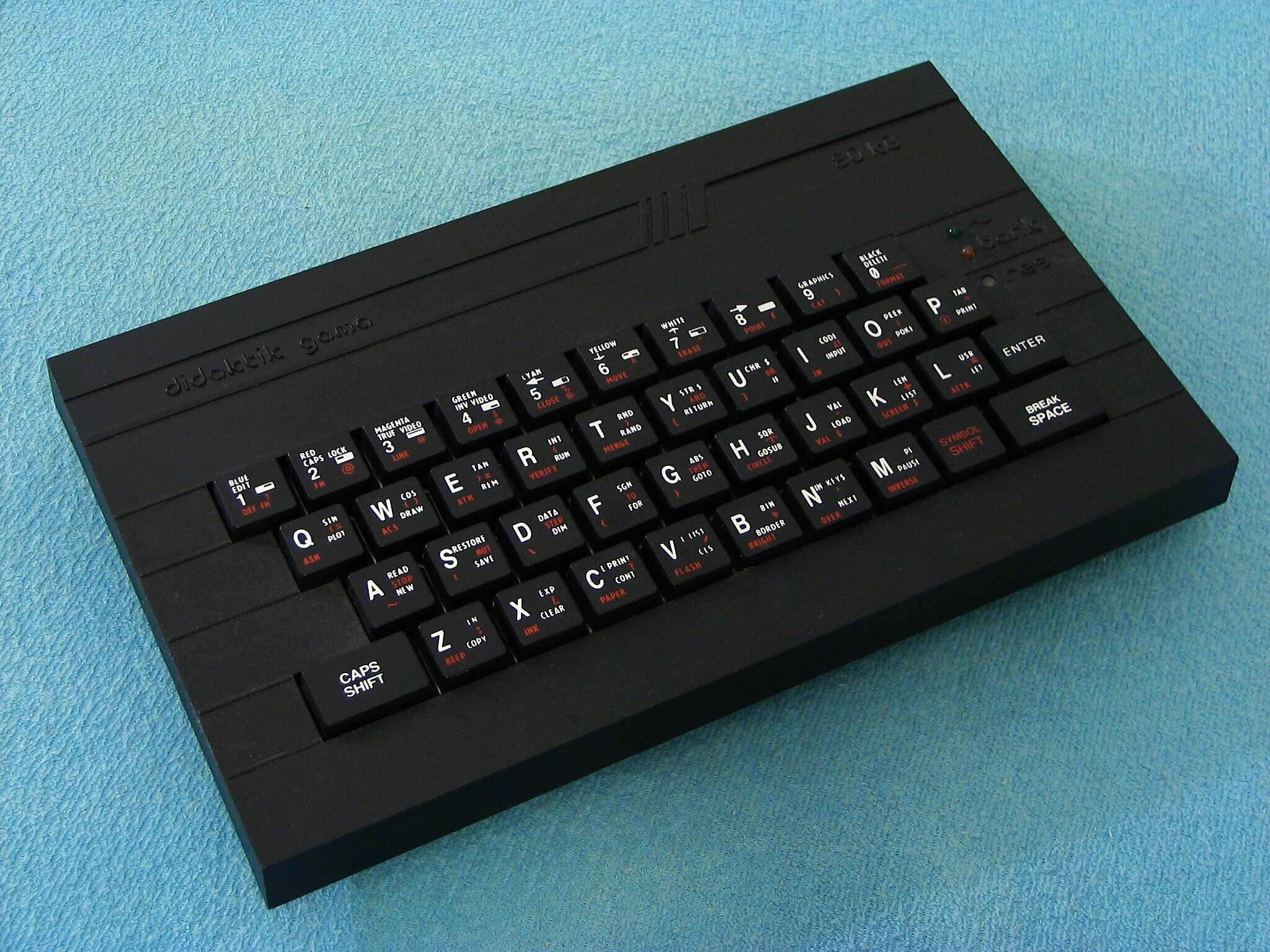
Domácí počítač Didaktik Gama černá varianta

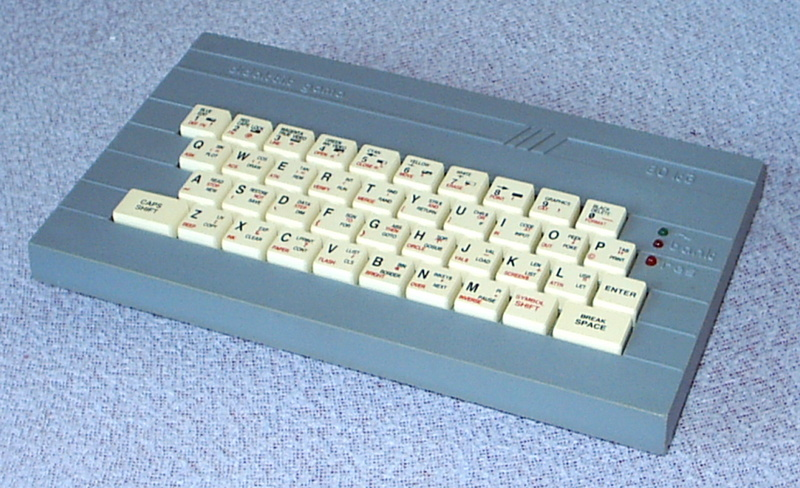
Domácí počítač Didaktik Gama šedá varianta

Didaktik Gama se těšil největší oblibě, protože šlo o první klon počítače ZX Spectrum. Disponoval 80 KB velkou RAM, která se do adresního prostoru velkého 64 KB promítala metodou zvanou stránkování paměti následujícím způsobem: nejnižších 16 KB bylo vyhrazeno pro ROM (stejně jako originální Spectrum), dalších 16 KB byla RAM, která obsahovala i VideoRAM (stejně jako Spectrum), dalších 32 KB bylo možné přepínat po částech zvaných stránky nebo banky paměti. Tato změna stránky se přepínala hodnotou na výstupním portu. Tento port byl realizován pomocí obvodu 8255 (paralelní port), jehož 0.bit brány C nebyl na konektor vyveden, ale byl veden na logiku přepínání paměťových bank. Je tedy patrno, že oproti originálnímu ZX Spectru má navíc paralelní interface pro připojení různých periférií včetně joysticku.
Vzhled počítače byl velmi strohý: černá nebo šedá krabice velikosti A5 s plochou plastovou klávesnicí a konektory vyvedenými na zadní straně přístroje. Jako záznamové médium se používala běžná audiokazeta, magnetofon se připojoval přes konektor DIN. Jako zobrazovací zařízení sloužila televize nebo monitor s video vstupem.
Hry pro 48 KB verzi ZX Spectra byly s tímto počítačem vesměs kompatibilní, což zapříčinilo vznik a bujení černého trhu s hrami po celém socialistickém Československu, neboť většinu originálních legálních her skrývala železná opona.
Didaktik Gama se vyráběl ve třech provedeních: Didaktik Gama '87, Didaktik Gama '88 a Didaktik Gama '89. První verze z roku 1987 opravila některé chyby v originální ZX Spectrum ROM, které ovšem zapříčinily nekompatibilitu některých her, a zavlekla některé nové chyby, které zabránily použití druhé paměťové banky z BASICu.
Druhá varianta z roku 1988 opravila chyby originální ROM tak, aby byla více kompatibilní, a zároveň odstranila problém s přepínáním paměťových stránek.
Poslední, třetí verze z roku 1989 opravila špatné vedení spojů na desce plošných spojů kvůli lepšímu obrazu.
Maloobchodní cena tohoto přístroje byla 6200 Kčs, později se snížila postupně na 4990 Kčs, 3990 Kčs a 2300 Kčs.

### Didaktik M

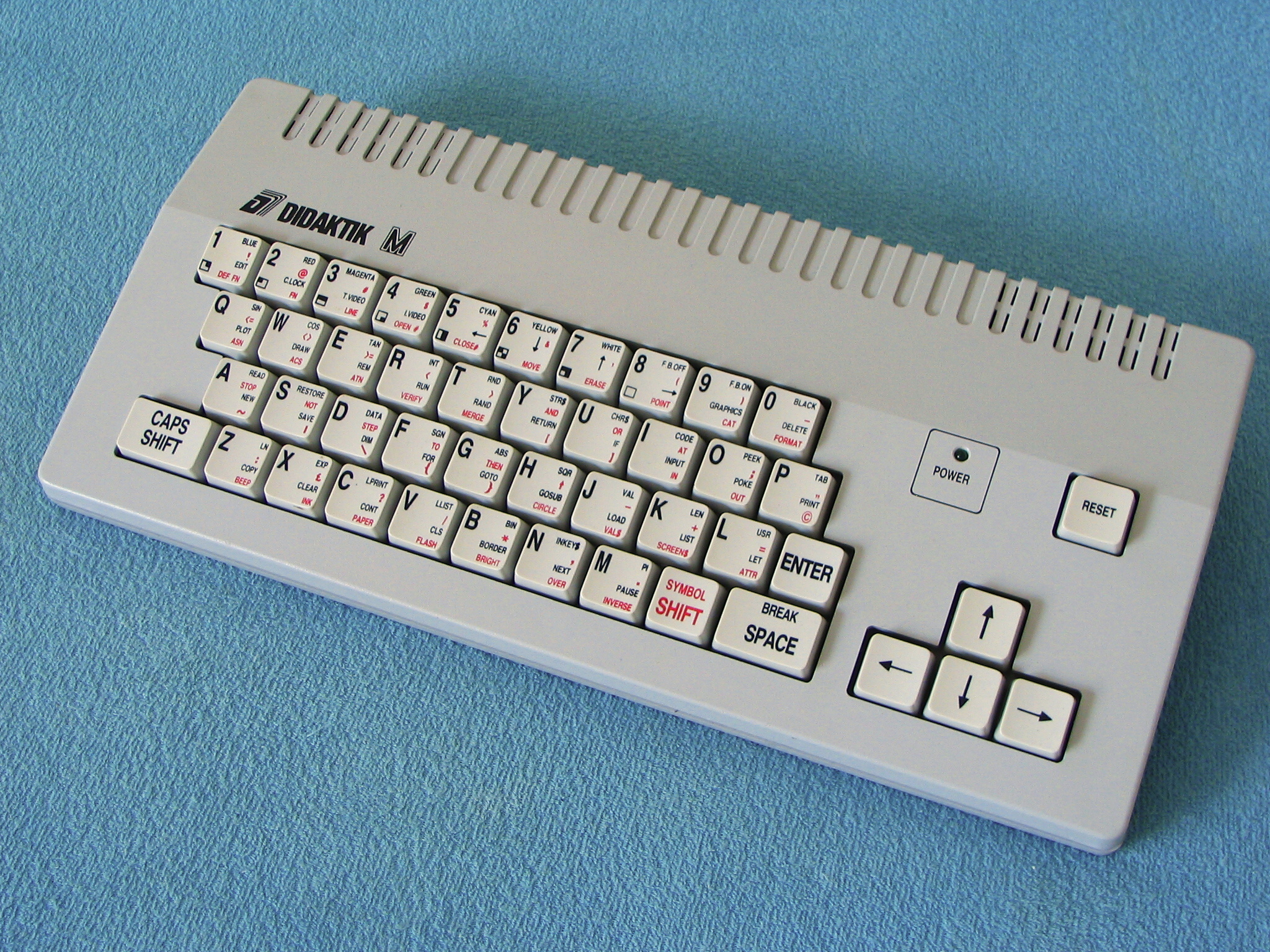
Domácí počítač Didaktik M

Počítač Didaktik M se technicky více přiblížil originálnímu Spectru. Není zde už ani přepínatelná paměť, kterou měla verze Gama. Vylepšena byla spolehlivost a především vzhled, počítač pak vypadal profesionálně. Kryt počítače měl ergonomický tvar, klávesnice měla dokonce kurzorové šipky umístěné odděleně od ostatních tlačítek, podobně jako dnešní klávesnice PC. Podobně jako verze Gama se i tento model vyráběl ve dvou verzích - z roku 1990 a 1991. Ty se lišily především realizací přídavných tlačítek.
Ve verzi z roku 1990 byly kurzorové klávesy realizovány pomocí dvojitých spínačů, kdy jeden musel sepnout dřív (CAPS Shift) a druhý později (číslice 5, 6, 7 nebo 8). Verze z roku 1991 měla spínače jednoduché, k jejich dekódování bylo na desce několik TTL obvodů a diod, které celý proces dvojitého stisku vytvářejí za pomoci hradel. Také CAPS SHIFT zde nebyl dekódován standardně - signály z tohoto tlačítka vstupují právě do TTL obvodů a jeho sečtením se separátním tlačítkem RESET je generován reset počítače. Tím bylo zamezeno náhodnému stisku tlačítka reset.
Technicky přibyly ještě dva oddělené konektory speciálně pro joysticky. Původní konektor s vyvedenou sběrnicí byl podstatně technicky zjednodušen, šlo jen o otvor vyvedený k plošnému spoji počítače. Monitor a výstup pro televizor zůstaly jako u varianty Gama. Na rozdíl od Didaktiku Gama není u každého Didaktiku M použit nedostatkový originální obvod ULA od firmy Ferranti, ale v mnohých už byl použit ruský ekvivalent Т34ВГ1.
V době uvedení na trh se počítač prodával za 2990 Kčs.

### Didaktik Kompakt
Didaktik Kompakt byl vlastně Didaktik M s vestavěnou 3,5" disketovou mechanikou pro diskety DD s kapacitou 720 KB a tiskárnou přes paralelní port opět za asistence obvodu 8255. Navíc měl konektor SCART pro připojení televizí a monitorů s RGB vstupem a konektor pro magnetofon. Celý počítač má pulsní zdroj zabudovaný uvnitř, takže není potřeba žádný další oddělený napájecí zdroj, jako to bylo u ostatních modelů (Gama a M). Protože klávesnice Didaktiku Kompakt je shodná s klávesnicí Didaktiku M, může se zdát, že tento počítač neumí funkci SNAP, jako samostatné disketové mechaniky D40/D80. Tak tomu ale není. Funkci SNAP je možné vyvolat současným stisknutím tlačítek CAPS SHIFT, šipka vlevo a šipka vpravo.

### Shrnutí vlastností
Tyto počítače v Československu fakticky nahradily počítače ZX Spectrum. Jejich nízká cena mnoha lidem poprvé přiblížila výpočetní techniku a jejich jednoduchost umožňovala lidem s malým technickým zázemím amatérský vývoj přídavných zařízení (například joysticky, zvukové procesory, AD/DA převodníky) a softwaru (například Desktop, unikátní WYSIWYG textový procesor s obrázky v textu, proporcionálním písmem a více fonty od firmy Proxima).
Sláva počítačů Didaktik pohasla s poklesem cen 16bitových počítačů (Atari, Amiga a dalších) počátkem 90. let a brzy poté byla zcela smetena mnohem výkonnějšími PC.
ROM počítačů Didaktik byla použita i v některých ruských variantách ZX Spectra, mj. počítačů Byte, Jauza, Simbol, Vesta IK-30, Vesta IK-31.

## Periférie
Pod značkou Didaktik se vyráběly také periférie pro počítače Didaktik a Sinclair ZX Spectrum.

### Didaktik 40
Disketová jednotka. Obsahuje disketovou mechaniku 5,25", řadič disketových jednotek, paralelní obvod MHB 8255. Disketovým operačním systémem je M-DOS. Formátová kapacita při 40 stopách na stranu 360 kB. Disketová jednotka je na systémovém konektoru vybavena tlačítkem "SNAP", pomocí kterého je možné na disketu uložit celý obsah RAM (48kB) a stavu registrů CPU. Pomocí takto vytvořených snapshotů bylo možné snadno uložit rozdělanou práci případně rozehranou hru na disketu a později pokračovat. Dále je vybavena konektorem pro připojení druhé disketové mechaniky (EXTEND) a paralelním interfacem (INTERFACE). K disketové jednotce je možné připojit druhou disketovou mechaniku 5,25" nebo 3,5".

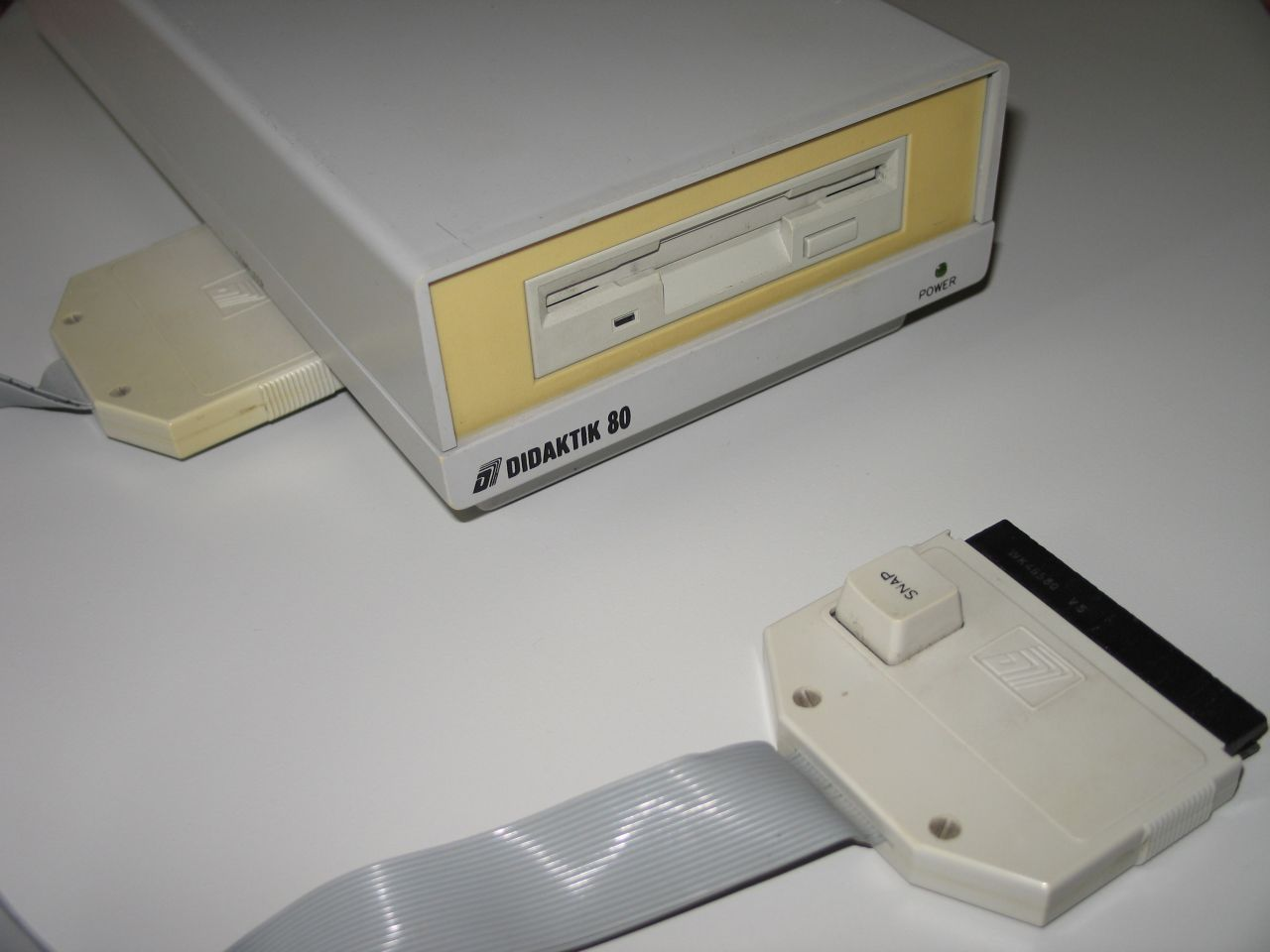
Disketová jednotka D80

### Didaktik 80
Disketová jednotka. Od Didaktiku 40 se liší pouze tím, že místo disketové mechaniky 5,25"DD obsahuje disketovou mechaniku 3,5"DD. Formátová kapacita při 80 stopách na stranu je 720 kB.

### Interface M/P

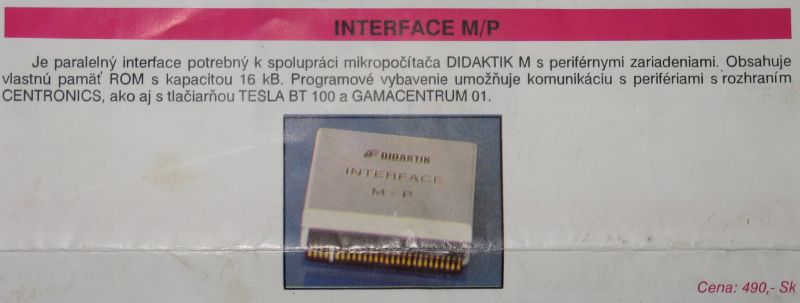
Interface M/P z katalogu Didaktik Skalica

Interface obsahující obvod 8255 jako paralelní port. Obsahoval vlastní paměť ROM, ve které byly ovladače pro tiskárnu BT100 a pro tiskárny, které se připojují přes rozhraní Centronics.

### Keyboard Proface
Interface umožňující připojit k Didaktiku PC klávesnici.

### Melodik

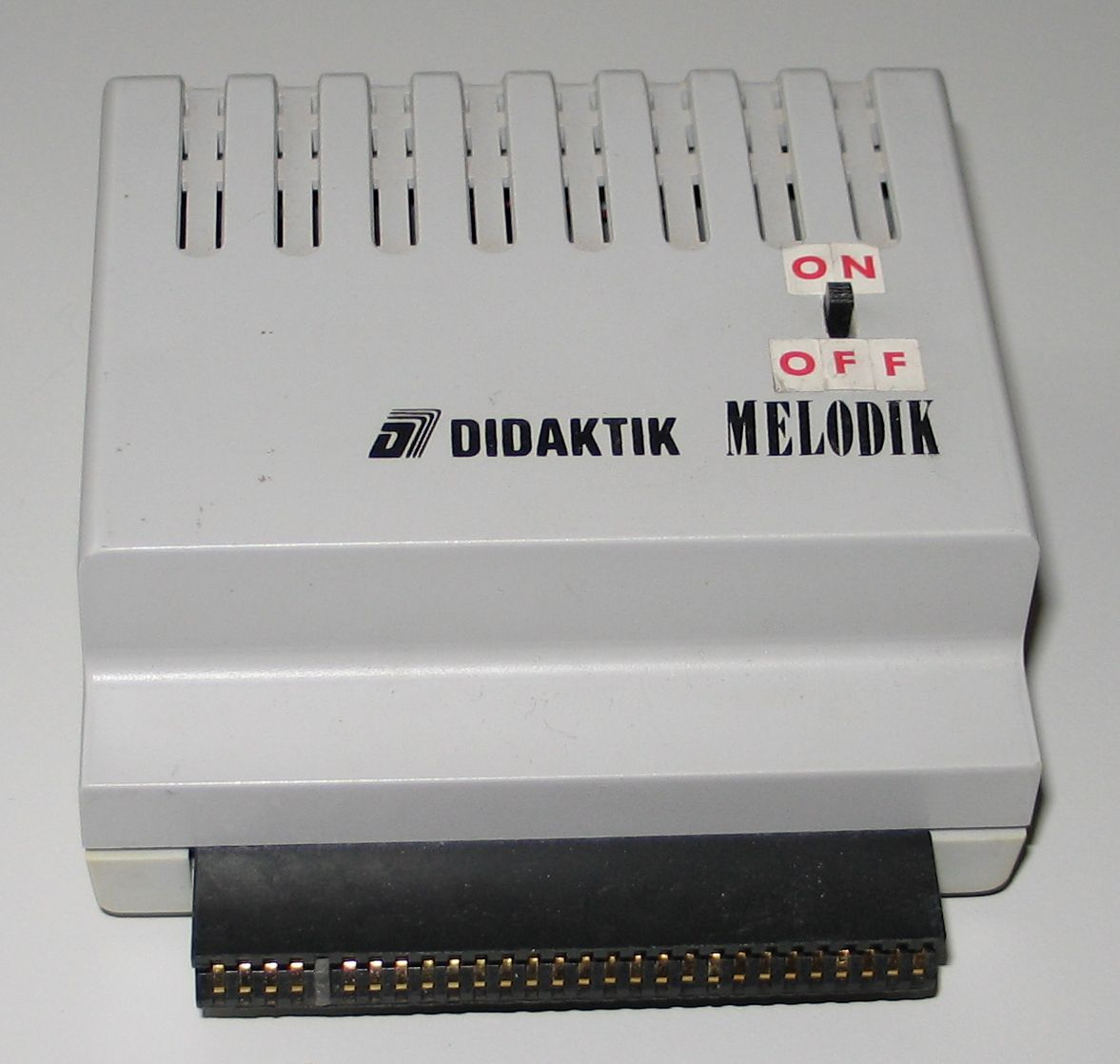
Didaktik Melodik s vypínačem

Hudební interface. Obsahuje zvukový čip AY-3-8912, který obsahují počítače Sinclair ZX Spectrum 128K. Na rozdíl od ZX Spectra 128K nemá vyveden datový port (u ZX Spectra 128K je tento port použit pro RS-232/MIDI a Keypad, resp. AUX na ZX Spectru +2A/+3). Samo připojení tohoto interface k počítači Didaktik nebo ZX Spectrum 48K ještě nezaručuje, že hra, která používá tento čip ke svému ozvučení, ho bude používat i na Didaktiku nebo ZX Spectru 48K. Hry totiž používaly k uložení např. melodie během hry, rozšířenou paměť ZX Spectra 128K. Takže třeba hra F.I.R.E. od Františka Fuky melodii hrát bude, ale Dizzy 5 nevyloudí ani tón. Zvláštně se chovala hra Twin Turbo V8, která na Didaktiku či ZX Spectru 48K s připojeným interface Melodik používala tento k ozvučení všech okolních aut, zatímco auto hráče bylo ozvučeno pomocí vnitřního reproduktoru Didaktiku či ZX Spectra 48K. Na ZX Spectru 128K u této hry byl čip AY-3-8912 použit k ozvučení jak okolních aut, tak i auta hráče.

### Joysticky Didaktik

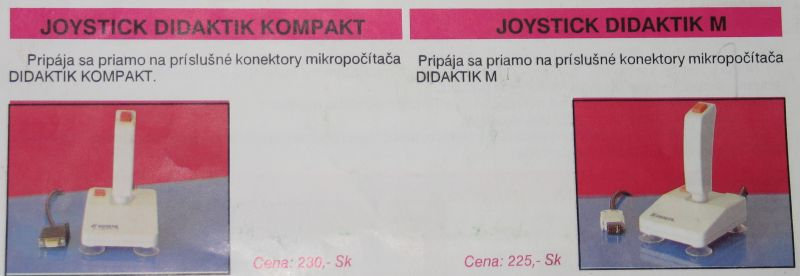
Joysticky z katalogu Didaktik Skalica

Joysticky Didaktik se začaly vyrábět pro počítače Didaktik M, barevně jsou ve stejném odstínu jako počítač. Dvě tlačítka spojená paralelně jsou v oranžové barvě, jedno je umístěno na vrcholu joysticku a druhé na základní části joysticku.

## Odvozené počítače
Tyto počítače nebyly vyráběny v podniku Didaktik Skalica, ale v jejich autorizovaném servisu v České republice. Počítače měly shodné základní desky s počítačem Didaktik Kompakt.

### Kompakt profesional
V podstatě Didaktik Kompakt v klasické PC skříni. Navíc obsahoval Melodik. Zabudované měl dvě disketové jednotky, 3,5" označená jako a: a 5,25" označená jako b:, interface pro myš typu Kempston mouse a interface pro připojení klávesnice Consul, která byla součástí počítače.

### Kompakt 128
V podstatě Didaktik M s rozšířenou pamětí na 128kB a řadičem disketových jednotek D40/D80 v klasické PC skříni. Navíc obsahoval Melodik. Zabudované měl dvě disketové jednotky, 3,5" označená jako a: a 5,25" označená jako b:, interface pro myš typu Kempston mouse a interface pro připojení klávesnice Consul, která byla součástí počítače.